# Lisa Ann
Lisa Ann Corpora, nota come Lisa Ann (Easton, 9 maggio 1972), è un'ex attrice pornografica e conduttrice radiofonica statunitense.
Considerata una delle maggiori esponenti del genere MILF, ha lavorato anche come regista e manager.

## Biografia
Nata e cresciuta ad Easton, in Pennsylvania, in una famiglia di origini per tre quarti italiane e per un quarto franco-canadesi, a soli 16 anni d'età iniziò ad esibirsi come spogliarellista presso alcuni locali notturni della propria città (utilizzando una carta d'identità falsa), e continuando con una certa assiduità fino al 1990, in maniera tale da potersi mantenere gli studi al college, dove si era infatti iscritta per conseguire una specializzazione in assistenza odontoiatrica.
A venti anni si trasferì a Los Angeles, in California, con la speranza di perseguire una possibile carriera nell'industria cinematografica, cosa che però si rivelerà ben presto infruttuosa, spingendola dunque a tentare nel mondo del cinema a luci rosse.

### Attrice pornografica
Nel 1994, esordisce appunto come attrice pornografica. Sotto contratto per due anni con la Metro/Cal Vista, girava scene una volta al mese. Nel 1997, a causa di una presunta epidemia di AIDS scoppiata di colpo tra gli addetti ai lavori, decise di ritirarsi dalle scene in qualità d'attrice, ritornando ad esibirsi di conseguenza come spogliarellista. Durante questo periodo, si è dedicata anche alla gestione di una spa per circa quattro anni.
Nel 2006, dopo che, durante un servizio fotografico di Suze Randall, le venne chiesto di posare per una foto boy/girl, decise di rientrare nel giro. La prima scena che realizza dopo aver ripreso è con Christian XXX nel film Bra Bustin' and Deep Thrustin'.

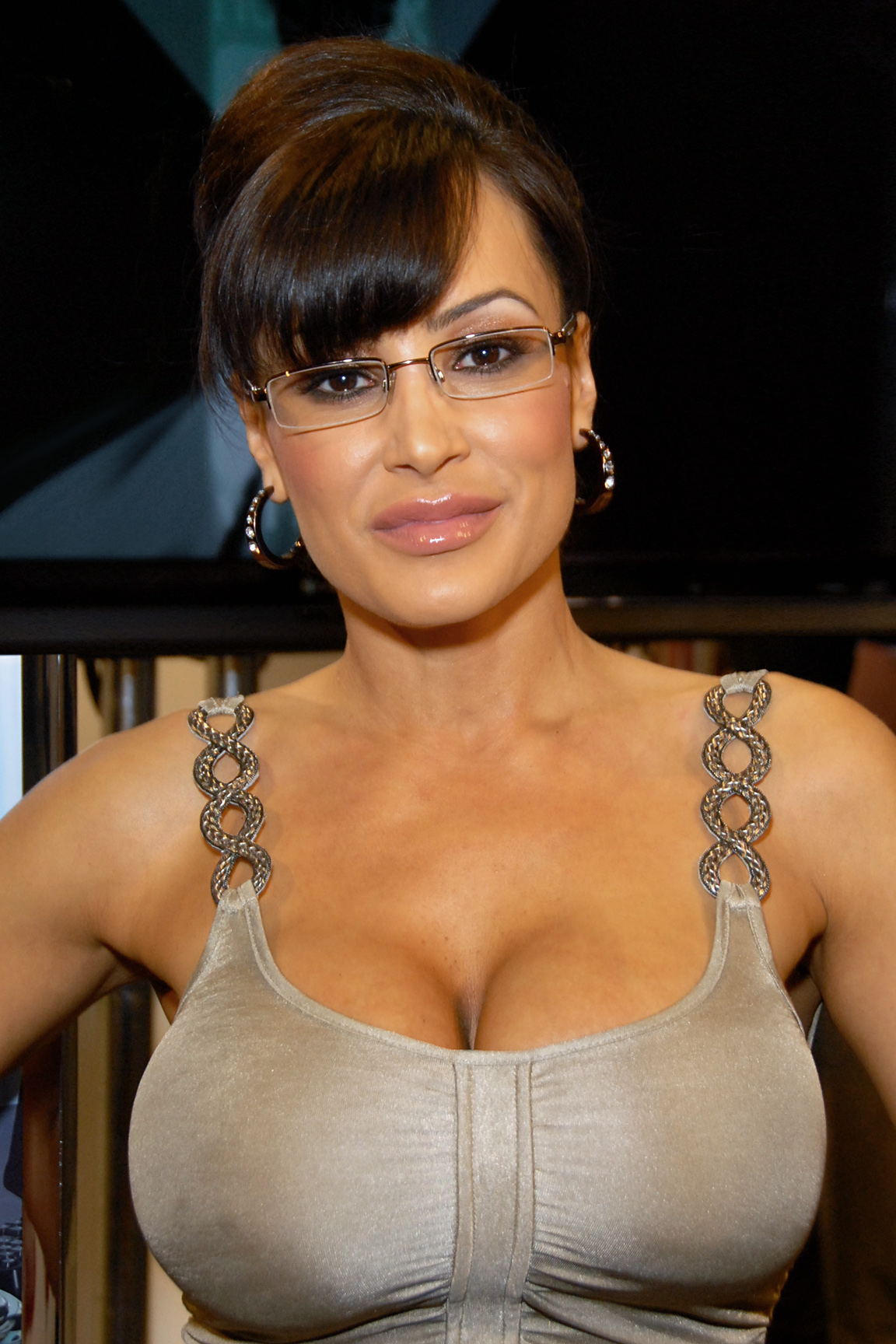
Lisa Ann come Serra Paylin, personaggio che è una parodia di Sarah Palin, all'AVN Expo del 2010

Fattasi già un nome come interprete di video e film afferenti al sottogenere MILF, nel 2008 conseguì una grandissima notorietà negli States grazie alla sua interpretazione nel film a luci rosse, presentato il giorno delle elezioni presidenziali statunitensi dello stesso anno, Who's Nailin' Paylin?, del ruolo di Serra Paylin, una chiara parodia della candidata repubblicana Sarah Palin, che rivestì in seguito in altri cinque film: Obama Is Nailin' Palin? (2009), Letterman's Nailin' Palin (2009), You're Nailin' Palin (2009), Hollywood's Nailin' Palin (2010) e Who's Nailin' Palin 2 (2011), oltre ad adottarne la maschera, sempre in quello stesso periodo, in occasione di spettacoli di spogliarello particolari per conto di svariati strip clubs nazionali. Riguardo alla sua "preparazione" per il ruolo, ha asserito di aver spesso visionato i filmati della campagna elettorale della politica e le sue impersonazioni comiche da parte di Tina Fey durante il Saturday Night Live al fine di apprendervi le sue movenze e i suoi comportamenti.
Nel 2009 fu protagonista di Eyes Wide Slut, una parodia a luci rosse del film Eyes Wide Shut di Stanley Kubrick, prodotta da Brazzers. Nell'aprile del 2010 apparve in un annuncio di servizio pubblico diretto da Michael Whiteacre per la Free Speech Coalition sul tema della violazione del copyright dei contenuti per adulti e venne scelta per condurre gli XRCO Awards insieme a Nikki Benz e Sean Michaels.
Il 14 ottobre 2010, dopo che un attore ricevette una diagnosi positiva all'HIV, Lisa Ann annunciò che avrebbe girato solo scene con l'uso di profilattici per salvaguardare la propria salute. Dichiarò anche che il sistema di test per rilevare le malattie sessualmente trasmissibili a cui gli attori dovrebbero sottostare per poter poi girare non fosse abbastanza e pertanto incoraggiò tutta la categoria a richiedere l'uso obbligatorio del preservativo durante le riprese.
Nel 2011 firmò un accordo con la compagnia Fleshlight per la realizzazione e commercializzazione di sex toys. Ad agosto 2012 chiese di intervenire legalmente sull'uso del preservativo nei film per adulti eterosessuali, sollevando dubbi sul trattamento della sifilide per gli attori da parte dei medici dell'industria pornografica.
Nell'aprile del 2013 il New York Post riporta la notizia che secondo i dati forniti da Pornhub, Lisa Ann è "la più celebre attrice pornografica femminile". Ad agosto dello stesso anno dichiara che un attore con cui doveva girare avrebbe tentato di lavorare nonostante potesse essere positivo all'epatite C. Lisa Ann pagò successivamente un nuovo ciclo di test per accertarsi che gli attori con cui girò delle scene fossero sani.
Nel corso della sua carriera ha inoltre più volte denunciato il fatto che le pornostar vengano pagate di più per le scene con attori neri, al pari di quelle anali o di gruppo, e dove le scene girate solo con attori neri sono classificate come "fetish". Si è inoltre impegnata per il riconoscimento agli attori porno di pensione e assicurazione sanitaria.

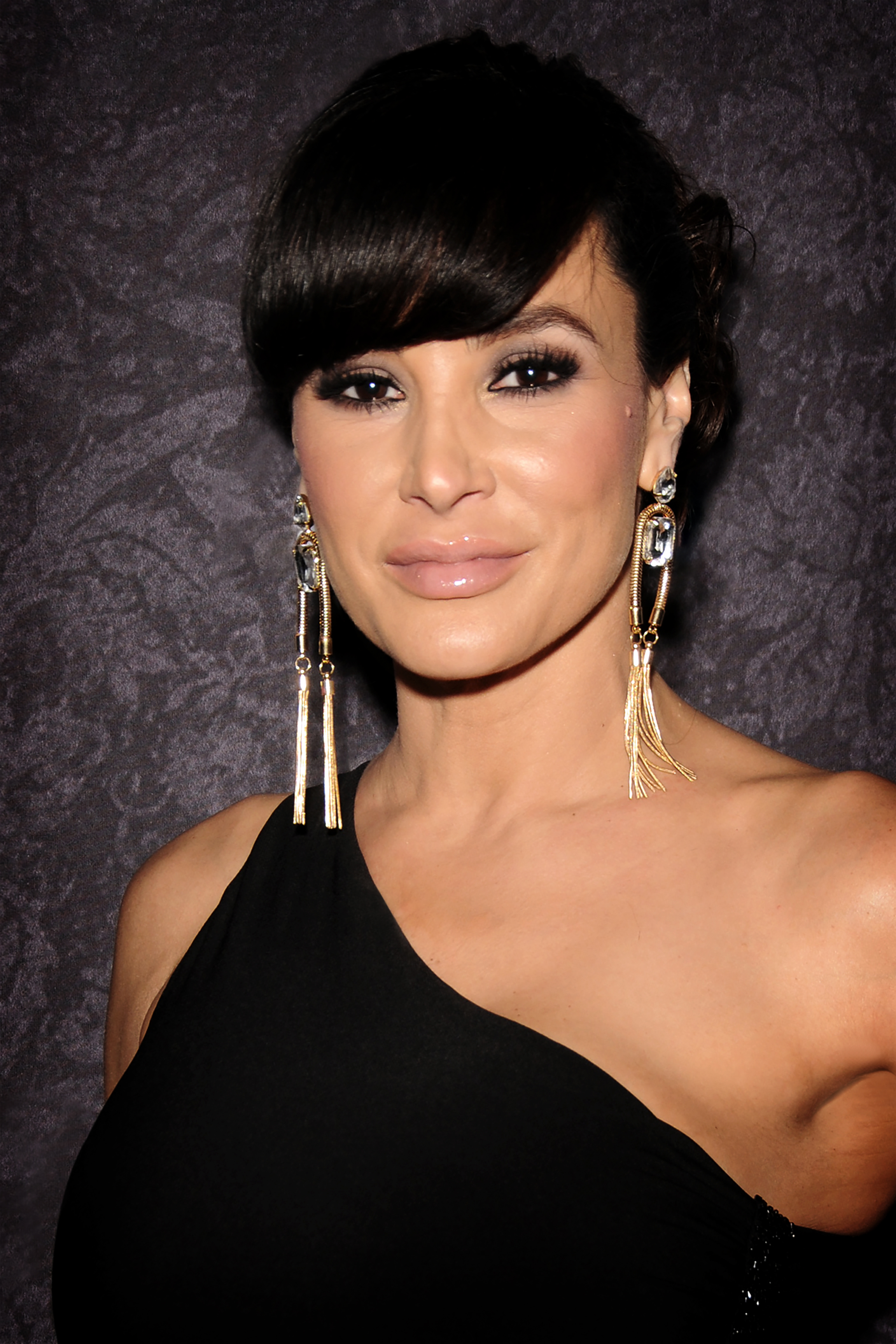
Lisa Ann nel 2014

Il 15 dicembre 2014, con una lettera scritta a mano e pubblicata sul suo profilo Facebook, ha annunciato il suo ritiro come attrice pornografica, continuando, comunque, ad esibirsi occasionalmente sul proprio sito con spettacoli in webcam. A gennaio 2018 riprende la carriera da attrice di film per adulti. La prima scena che realizza è con l'attore Isiah Maxwell e viene pubblicata sul suo sito web. Per la sua popolarità nel settore fa parte della Hall of Fame degli AVN Awards dal 2009.

### Regista
Nel 2009 ha esordito alla regia con il film Hung XXX, distribuito dal 22 settembre dello stesso anno dalla Justin Slayer International. Ad agosto 2013 lancia poi la Lisa Ann Production, sua società di produzione. Firma anche un accordo di distribuzione con la Jules Jordan Video.
Nello stesso mese viene quindi commercializzato il film MILF Revolution, che la vede alla regia e che vincerà poi l'AVN Award 2014 della categoria Best MILF Release. Dal 2009 al 2015 Lisa Ann ha complessivamente realizzato come regista circa 50 film.
Oltre al suo lavoro come attrice e regista, è stata accreditata in alcune produzioni anche come produttrice e truccatrice.

### Conduttrice radiofonica
Nel 2013 ha condotto uno show intitolato Stripper Town su Sirius XM Radio. Sulla stessa emittente ha condotto al fianco di Adam Ronis la trasmissione Lisa Ann Does Fantasy il lunedì sera e The Morning Men il giovedì mattina.
Dal 2016 conduce due volte a settimana sulla stessa radio un programma radiofonico dedicato al fantasy football, un gioco fantasy in cui creare e schierare squadre immaginarie composte da giocatori dalle vere rose delle squadre della NFL.

### Altre attività
Dal 2006 al 2010 ha lavorato come manager fondando l'agenzia Clear Talent Management. L'agenzia è stata poi rinominata Lisa Ann's Talent Management l'anno successivo. Nel 2007 ha poi firmato anche un accordo di fusione con la Lighthouse di Adam Glasser. Nel 2010 annuncia la chiusura definitiva dell'agenzia.
Nel 2009 apparve nel videoclip della canzone del rapper Eminem We Made You nelle vesti di sosia di Sarah Palin.
Nel 2013 compare nel video musicale per la canzone Dead Bite del gruppo Hollywood Undead insieme alle attrici Jessa Rhodes, Tera Patrick, Rikki Six e Jayden Jaymes. Nello stesso anno ha inoltre doppiato il personaggio noto come "Prostitute# 2" del videogioco Grand Theft Auto V.
A dicembre 2015 ha pubblicato un libro di memorie intitolato The Life.
È apparsa nella serie TV Billions nel settimo episodio della quarta stagione interpretando se stessa.

## Vita privata
All'età di 28 anni ha sposato un buttafuori, da cui ha in seguito divorziato. Ha avuto un flirt sia con Rob Kardashian che con il giocatore dei Notre Dame, Justin Brent. Appassionata di sport, è una fan dei Los Angeles Lakers e dei Dallas Cowboys.
Poco dopo il ritiro da attrice pornografica del 2014 si è sottoposta ad un intervento di mastoplastica riduttiva.

## Filmografia parziale

### Attrice
- Big Bust Fantasies (1994)
- Flesh For Fantasy (1994)
- Lisa Ann: Dance (1994)
- Lisa Ann: Lotion and Lace (1994)
- Lisa Ann: Photo (1994)
- Tits A Wonderful Life (1994)
- Angel Eyes (1995)
- Big Bad Breasts Of Zina (1995)
- Cinesex 2 (1995)
- Dirty Bob's Xcellent Adventures 23 (1995)
- Dirty Western 2: Smokin' Guns (1995)
- Doll House (1995)
- Entangled (1995)
- Fireside Delight (1995)
- Heavenly Yours (1995)
- Lisa Ann's Foot Tease 1 (1995)
- Little Red Riding Hood (1995)
- Loving You Always (1995)
- Mixed-up Marriage (1995)
- More Than A Handful 5 (1995)
- No Tell Motel (1995)
- Sin Asylum (1995)
- Skin Hunger (1995)
- Trained By Payne (1995)
- Adult Video News Awards 1996 (1996)
- Airotica (1996)
- Bar Bizarre (1996)
- Dinner Party 2 (1996)
- Dresden Diary 16 (1996)
- Dresden Diary 17 (1996)
- Flesh (1996)
- House On Paradise Beach (1996)
- Lisa Ann's Foot Tease 2 (1996)
- Lisa Ann's Stocking Tease (1996)
- Molina (1996)
- Pussy Hunt 24 (1996)
- Pussyman Auditions 16 (1996)
- Triple X 12 (1996)
- Ultimate Fantasy (1996)
- Wicked Web (1996)
- Barbie Wire: A Dyke With An Attitude (1997)
- Dirty Bob's Xcellent Adventures 29 (1997)
- Obedient Slaves of the Wild West (1997)
- Obedient Slaves of the Wild West 2 (1997)
- Private Performance 1: Lisa Ann (1997)
- Waterworld 4: History of the Enema (1997)
- All For You (1998)
- PPV-442: Lisa Ann (1998)
- Promotions Company 1444: Lisa Ann (1998)
- Roxanne Hall Tamed And Trained (1998)
- Dark Knights in the Ivory Palace (1999)
- Best of Bosom Buddies 1 (2003)
- Best of Gregory Dark (2003)
- Danni's Wet Adventures (2003)
- Xtra 8 (2003)
- Big White Tits Big Black Dicks (2004)
- Guide to Eating Out (2005)
- Ass Cleavage 8 (2006)
- Black Owned 1 (2006)
- Bra Bustin and Deep Thrustin (2006)
- Bubble Butt Mothers 1 (2006)
- Cheating Housewives 3 (2006)
- Desperate House MILFs 1 (2006)
- Desperate Mothers and Wives 4 (2006)
- Diary of a MILF 4 (2006)
- Dirty Love (2006)
- Double Decker Sandwich 8 (2006)
- Double D's and Derrieres 1 (2006)
- Filthy 1 (2006)
- Fishnets 4 (2006)
- Gush (2006)
- Hand to Mouth 4 (2006)
- Housewife 1 on 1 3 (2006)
- Juicy Juggs (2006)
- Lick It Up 3 (2006)
- MILF Squirters 2 (2006)
- Momma Knows Best 1 (2006)
- Mother Load 1 (2006)
- My First Sex Teacher 4 (2006)
- Neighbor Affair 1 (2006)
- Porn Fidelity 5 (2006)
- Ripe and Ready MILFs (2006)
- Sex Whisperer (2006)
- Slut Diaries (2006)
- This Butt's 4 U 2 (2006)
- Tits Ahoy 3 (2006)
- Visitor (2006)
- Wet Dreams Cum True 5 (2006)
- Wetter The Better 3 (2006)
- White Bubble Butt Sluts 2 (2006)
- Who's Your Momma 1 (2006)
- Ass Squirts 1 (2007)
- Flesh Fantasy (2007)
- Mayhem Explosions 6 (2007)
- Meet the Twins 8 (2007)
- MILF Bone 1 (2007)
- MILF Hunter 4 (2007)
- Phat Ass Tits 4 (2007)
- POV Centerfolds 4 (2007)
- Pussy Treasure (2007)
- Under the Covers (2007)
- All Alone 4 (2008)
- American MILF 2: Enter the Cougar (2008)
- Babes Illustrated 18 (2008)
- Big Wet Asses 14 (2008)
- Blow Me Sandwich 13 (2008)
- Come to Momma 2 (2008)
- Cougar Club 1 (2008)
- Cum Buckets 8 (2008)
- Dirty Over 30 2 (2008)
- Girlvana 4 (2008)
- Hit That Ole Bitch (2008)
- Indulging in Lust (2008)
- Internal Damnation 2 (2008)
- It's a Mommy Thing 3 (2008)
- Lex The Impaler 4 (2008)
- MILF Hunter 5 (2008)
- MILF Magnet 2 (2008)
- MILFs Like It Big 1 (2008)
- My Friend's Hot Mom 15 (2008)
- Oil Overload 2 (2008)
- Seasoned Players 4 (2008)
- Top Ten (2008)
- Who's Nailin' Paylin? (2008)
- You've Got a Mother Thing Cumming 2 (2008)
- 30 Rock: A XXX Parody (2009)
- Addicted 6 (2009)
- Anal Cavity Search 6 (2009)
- Anal Junkies On Cock 1 (2009)
- Anal Prostitutes On Video 7 (2009)
- Ass Worship 11 (2009)
- Best of Seasoned Players (2009)
- Big Ass White Girls 1 (2009)
- Big Butt Oil Orgy 1 (2009)
- Boob Bangers 6 (2009)
- Brother Load 1 (2009)
- Busty Waitresses (2009)
- Cougar 101 (2009)
- Cougar Hunter (2009)
- Cougar's Prey 1 (2009)
- Crazy 4 Cougars (2009)
- Cumstains 10 (2009)
- Doll House 5 (2009)
- Dreamgirlz 2 (2009)
- Erotic Stories: Lovers and Cheaters 3 (2009)
- Flying Solo 2 (2009)
- Golden Globes 1 (2009)
- Head Case 5 (2009)
- Interactive Sex with Lisa Ann (2009)
- Intimate Touch 1 (2009)
- Legends of the Game (2009)
- Lesbian Hospital 2 (2009)
- Letterman's Nailin Palin (2009)
- Lisa Ann: MILF Trainer (2009)
- Lisa Ann's Bases Loaded (2009)
- Lisa Ann's Hung XXX (2009)
- MILF Legends 2 (2009)
- MILF Madness 2 (2009)
- MILF Squad (2009)
- MILF Wars: Julia Ann vs Lisa Ann (2009)
- MILFs Like It Big 3 (2009)
- MILFs Like It Big 5 (2009)
- Mommy Blows Best 2 (2009)
- Mommy Got Boobs 5 (2009)
- Moms a Cheater 6 (2009)
- More MILF Please (2009)
- Mother Suckers 1 (2009)
- Mrs. Demeanor (2009)
- Naughty America: 4 Her 5 (2009)
- Naughty America: 4 Her 6 (2009)
- No Man's Land MILF Edition 3 (2009)
- Obama Is Nailin Palin (2009)
- Rack 'em Up (2009)
- Real Wife Stories 3 (2009)
- Seasoned Players 11 (2009)
- Sex and Submission 7200 (2009)
- She's the Boss 1 (2009)
- Shorty Iz Fuckin Yo Mama 4 (2009)
- Superstar MILFs (2009)
- Teachers (2009)
- Tiger Tamer (2009)
- TMSleaze (2009)
- Wet 1 (2009)
- When Ginger Met Nina: Girls' Night Out (2009)
- White Mommas 1 (2009)
- Yeah I Fucked Your Mother (2009)
- You're Nailin Palin Interactive (2009)
- 2 Chicks Same Time 8 (2010)
- Ass Parade 26 (2010)
- Big Tit Fixation 2 (2010)
- Big Tit Mother Fuckers 1 (2010)
- Blown Away 3 (2010)
- Bossy MILFs 6 (2010)
- Bra Busters 1 (2010)
- Busty House Calls (2010)
- Busty Housewives 4 (2010)
- Cougar Street (2010)
- Country Club Cougars (2010)
- Deep Inside Amy Fisher (2010)
- Delicate Beauty (2010)
- Dirty Rotten Mother Fuckers 4 (2010)
- Family Matters (2010)
- Femme Core (2010)
- Fly Girls (2010)
- Friends And Family 1 (2010)
- Getting Levi's Johnson (2010)
- Go Big Or Go Home (2010)
- Hollywood's Nailin Palin (2010)
- Jogging Around The Cock (2010)
- I'm Dreaming Of Genie 2 (2010)
- In the Butt 4 (2010)
- Jules Jordan's Ass Stretchers POV 2 (2010)
- Kittens and Cougars 2 (2010)
- Legends and Starlets 2 (2010)
- Love and Marriage (2010)
- Massive Facials 2 (2010)
- Masturbation Nation 9 (2010)
- Meat Your Teacher (2010)
- MILF Legends 3 (2010)
- MILF Memoirs (2010)
- MILF Worship 10 (2010)
- Milflicious (2010)
- Mommy Got Boobs 8 (2010)
- My First MILF 2 (2010)
- My First Sex Teacher 20 (2010)
- Naughty Neighbors 2 (2010)
- Official Jersey Shore Parody (2010)
- Outnumbered 5 (2010)
- Sarah's Going Rogue (2010)
- Say Hi to Your Mother for Me (2010)
- Sinful Fantasies (2010)
- Stepmother 3: Trophy Wife (2010)
- Teen Mother Fuckers 2 (2010)
- Top Shelf 2 (2010)
- Top Wet Girls 7 (2010)
- Whatever It Takes (2010)
- Anal Delights 2 (2011)
- Angel Perverse 19 (2011)
- Angel Perverse 22 (2011)
- Big Boob Addicts (2011)
- Big Butts Like It Big 8 (2011)
- Big Tits at School 12 (2011)
- Boobwatch (2011)
- Breast in Class 2: Counterfeit Racks (2011)
- Butts 101 (2011)
- Cover Girls (2011)
- Cruel MILF (2011)
- Double D Cup Cougars (2011)
- Gangbanged 1 (2011)
- Here Cums the President (2011)
- I'm Craving Black Cock (2011)
- In the Butt 9 (2011)
- Lust Bite (2011)
- Mandingo Massacre 1 (2011)
- Mandingo: Hide Your Wives (2011)
- MILF Blown 3 (2011)
- MILF Thing 7 (2011)
- Mommies Gone Bad (2011)
- Mommy's All Alone (2011)
- My Daughter's Boyfriend 4 (2011)
- My First Sex Teacher 24 (2011)
- Neighbor Affair 13 (2011)
- New Dad in Town (2011)
- Pussy N Politics (2011)
- Real Porn Stars of Chatsworth (2011)
- Runaway (2011)
- Starstruck 2 (2011)
- Super Anal Cougars 1 (2011)
- Superstar Showdown 5: Lisa Ann vs. Francesca Le (2011)
- Take It Up Your Ass MILF 2 (2011)
- Teach Me 1 (2011)
- U.S. Sluts 2 (2011)
- Wealth and Deception (2011)
- Who's Nailin Palin 2 (2011)
- XXX Avengers (2011)
- Yeah I Fucked Your Mother 2 (2011)
- 25 Sexiest Boobs Ever (2012)
- Anal Boot Camp (2012)
- Anal Invitation (2012)
- Ask Mommy (2012)
- Best Day Ever (2012)
- Big Titty Time (2012)
- Big Wet Butts 6 (2012)
- Big Wet Tits 11 (2012)
- Blasted (2012)
- Booty Bombs (2012)
- Booty Smashed (2012)
- Busty Cops (2012)
- Busty Invaders From Mars (2012)
- Chyna is Queen of the Ring (2012)
- Class Ass (2012)
- Cougarland (2012)
- Couples Camp 2 (2012)
- Deep Anal Drilling 4 (2012)
- Facial Overload 2 (2012)
- Fuck Flick (2012)
- Hollywood Heartbreakers 2 (2012)
- I Need To Be Alone (2012)
- Internal Investigation (2012)
- It's a Mommy Thing 6 (2012)
- Leisure Suit Ralphy XXX: A Hardcore Game Parody (2012)
- Lisa Ann 2 (2012)
- Lisa Ann Fantasy Girl (2012)
- Lisa Ann Lesbian Milf Adventures: Mommy Needs Pussy Too (2012)
- Lisa Ann Vs. Julia Ann (2012)
- Lisa Ann: Big Tit MILFs Crave Black Cock (2012)
- Lisa Ann: Can't Say No (2012)
- MILF Kabob (2012)
- MILF Mania (2012)
- MILF Slam (2012)
- MILF-O-Licious (2012)
- MILFs Seeking Boys 3 (2012)
- Mothers and Daughters (2012)
- My Mommy Loves Anal 2 (2012)
- Nacho Invades America 2 (2012)
- Panty Thieves (2012)
- Poolside Pussy (2012)
- Porn Legacy (2012)
- Pornstar Spa (2012)
- Pornstars Punishment 5 (2012)
- Pretty Dirty 2 (II) (2012)
- Real Wife Stories 14 (2012)
- She Can Take All 13 Inches (2012)
- Superstars (II) (2012)
- Top Supersluts of the Web (2012)
- 2 Chicks Same Time 13 (2013)
- Anal Dream Team (2013)
- Big Tit Centerfolds 1 (2013)
- Big Tit Fanatic 2 (2013)
- Big Tits at School 18 (2013)
- Booty Pageant (2013)
- Brazzers Fan's Choice 200th DVD (2013)
- Devil's Gang Bang: Lisa Ann Vs. Chanel Preston (2013)
- Enticing And Experienced (2013)
- Feeding Frenzy 11 (2013)
- Hot and Mean 8 (2013)
- Hot White Mommies (2013)
- Juggernauts (2013)
- Lesbian Anal POV 2 (2013)
- Lex is a Motherfucker (2013)
- Lex vs. Lisa Ann (2013)
- Lisa Ann's Anal Nightmare (2013)
- Lisa Ann's Black Out (2013)
- Mandingo Massacre 7 (2013)
- MILF Madness (II) (2013)
- MILF Revolution (2013)
- MILFs Anal Addiction (2013)
- Milfs Illustrated (2013)
- Mommy's Dearest (2013)
- My Friend's Hot Girl 6 (2013)
- My Mom's A Slut (2013)
- My Mother's Dirty Secrets (2013)
- Nice Girls Love Black Dick (2013)
- Phat Ass White Girls: P.A.W.G. (2013)
- POV Jugg Fuckers 5 (2013)
- Pure MILF 2 (2013)
- Seduced by a Cougar 25 (2013)
- Squirt City Sluts 2 (2013)
- Teach Me 3 (2013)
- There's Something About Lisa Ann (2013)
- Titty Creampies 4 (2013)
- Tonight's Girlfriend 12 (2013)
- Triple Mania (2013)
- WhiteRoom 2 (2013)
- I Want It Harder (2018)
- Interracial DP: Milf Lisa Ann + 2 BBCs (2018)
- Lisa Ann and Latina Gina's Outdoor 3-Way (2018)
- Lisa Ann: Back 4 Even More (2018)
- Lisa's Pool Boy Toy (2018)
- Tied and True (2018)
- When Lisa Ann Cums Over (2018)
- Eyes On The Prize (2019)
- Fuck Off (2019)
- Lisa Ann's Lover (2019)
- Please Take Me Back (2019)
- Pornstars Like It Black 4 (2019)
- Seduction For Sport (2019)
- We're All Girls Here (2019)
- Adam and Eve Pop Stars (2021)
- Cougar Sightings 8 (2021)

### Regista
- Lisa Ann's Hung XXX (2009)
- Bush Bangers (2013)
- Lisa Ann's Black Out (2013)
- MILF Revolution (2013)
- Milfs Illustrated (2013)
- Lisa Ann's Black Out 3 (2019)
- All About Threesomes (2020)

## Riconoscimenti
- AVN Awards
  - 2009 – Hall of Fame[51]
  - 2009 – MILF/Cougar Performer of the Year[51]
  - 2014 – Hottest MILF (Fan Award)[52]
- F.A.M.E. Award
  - 2010 – Favorite Cougar[53]
- NightMoves Award
  - 2012 – Best MILF Performer (Fan's Choice)[54]
  - 2013 – Social Media Star (Editor's Choice)[55]
  - 2014 – Best Cougar/MILF Performer (Fan's Choice)[56]
- XBIZ Awards
  - 2011 – MILF Performer of the Year[57]
  - 2012 – Adult Star Branded Pleasure Product Of The Year[58]
  - 2016 – Crossover Star of the Year[59]
- XRCO Award
  - 2007 – Best Cumback[60]
  - 2010 – MILF of the Year[61]
  - 2013 – XRCO Hall of Fame inductee[62]